# 關於已故者亞瑟·傑爾敏及其家系的事實
《關於亞瑟·傑爾敏及其家族的事實》（英語：Facts Concerning the Late Arthur Jermyn and His Family），也被稱為《白猿》（The White Ape）或《亞瑟·傑爾敏》（Arthur Jermyn），是一篇屬於恐怖小說類型的短篇故事，由美國作家霍華德·菲利普斯·洛夫克拉夫特於1920年創作。該故事的主題包括受污染的血統、最好永遠不知曉的知識，以及人類理解難以承受的現實。

## 情節

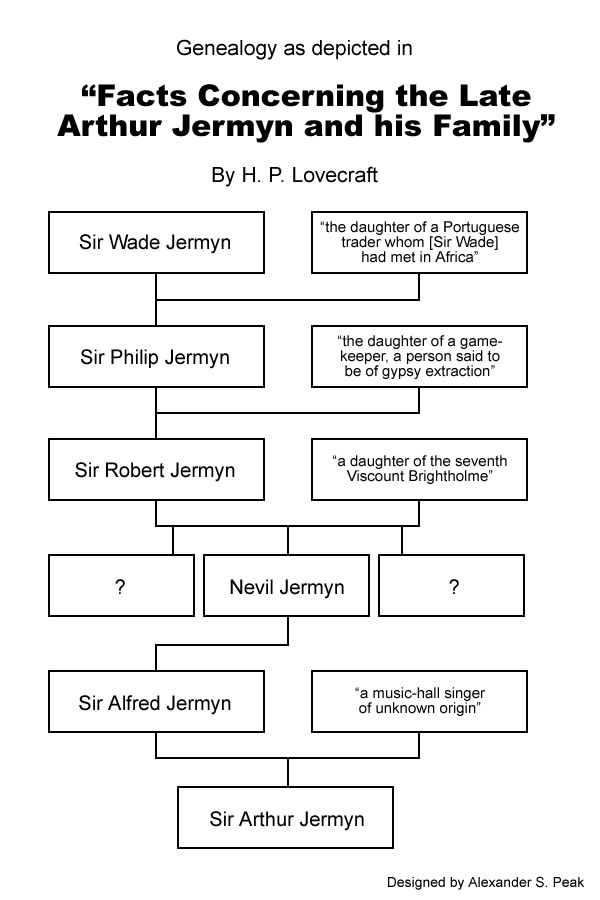
顯示傑爾敏家族譜系的圖表。

故事從描述英國貴族亞瑟·傑爾敏爵士的祖先開始。他的曾曾曾祖父是韋德·傑爾敏爵士，一位早期探索剛果地區的探險家，他關於那裡神秘白人文明的書籍遭到嘲笑。1765年，他被關進精神病院。洛夫克拉夫特描述了韋德·傑爾敏與他神秘且隱居的妻子（韋德聲稱她是葡萄牙人）所生的孩子們開始出現的特殊體貌特徵。
韋德的兒子菲利普·傑爾敏是一名水手，他在生下兒子後加入海軍並在船隻靠近剛果海岸的一個夜晚失踪。菲利普的兒子羅伯特·傑爾敏是一名科學家，他曾兩次進入非洲內陸探險。他娶了（虛構的）第七代布萊特霍姆子爵的女兒，並生了三個孩子，其中兩個患有嚴重殘疾，但其中一位名叫內維爾·傑爾敏，他在之後生了一個兒子阿爾弗雷德，這是亞瑟的父親。
1852年，羅伯特遇到了一位探險家塞繆爾·希頓，塞繆爾描述了一個由白色猿猴統治的白色神靈統治的灰色城市。羅伯特在聽到這些描述後殺死了探險家，並殺死了自己的三個孩子。內維爾在死前設法救了他的兒子阿爾弗雷德。羅伯特被送進精神病院，兩年後在那裡去世。
阿爾弗雷德長大後繼承了祖父的頭銜，但他拋棄了妻子和孩子，加入了一個馬戲團，並對一隻「毛色比平均值淺」的大猩猩產生了興趣。他成為了這隻大猩猩的馴獸師，但在芝加哥的一次事故中被大猩猩襲擊後，他在反擊中被猩猩殺死。亞瑟繼承了家族財產，並與母親一起搬進了傑爾敏宅邸。
在洛夫克拉夫特的描述下，亞瑟擁有非常不尋常的外貌，是韋德的後代中最奇特的一位。亞瑟成為了一名學者，最終前往比屬剛果進行研究探險，聽到了有關白色猿猴石城和白色猿猴女神的木乃伊的傳說，這個木乃伊自那時以來已經失踪。返回貿易站後，亞瑟與一位比利時的代理人交談，代理人表示自己能夠協助亞瑟獲得「女神的屍體」，並將屍體運送至英國。亞瑟接受了他的提議並返回英國。幾個月後，屍體送達傑爾敏宅邸。亞瑟開始檢查木乃伊，卻從房間裡尖叫著跑出來，後來用油淋自己並自焚自殺。
洛夫克拉夫特接著描述了裝著女神的棺材內的內容——猿猴女神的脖子上戴著一個刻有傑爾敏家族紋章的金色項鏈，同時木乃伊的樣貌與亞瑟·傑爾敏驚人地相似。顯然，韋德所謂的葡萄牙妻子其實是猿猴女神，所有的後代都是他們人獸交結合的產物。由於這個原因，亞瑟的遺體既未被收集也未被埋葬。女神的木乃伊被皇家人類學學會移除並焚毀。

## 靈感
洛夫克拉夫特的雙親均死於精神病院，有些作家認為他故事情節中的身體和精神退化傾向反映了他對遺傳問題的關注，特別是在1931年的中篇小說《印斯茅斯疑雲》中，這些主題與《關於亞瑟·傑爾敏及其家族的事實》有一些相似之處 。和他的許多故事一樣，角色的心智隨著他們揭開無法承受的現實而崩潰，這是洛夫克拉夫特所述的宇宙主義的核心信條，在《克蘇魯的呼喚》的開頭句子中得到體現：「人的思維無法將已知的事物相互關聯起來，我認為，這是這世上最仁慈的事情了。」
在一封信中，洛夫克拉夫特描述了《關於亞瑟·傑爾敏及其家族的事實》的創作動機：
有人一直煩我去讀一些現代破除偶像的作品——這些年輕人揭露外表背後的醜陋動機和秘密社會污名——我幾乎被安德森的《小鎮畸人》的平淡小道消息弄得昏昏欲睡。你知道，聖人謝伍德揭露了許多白色村莊生活中隱藏的黑暗區域，我想到我在我的怪異媒介中，可能會設計一些家族陰影，比安德森的揭露還要糟糕。因此誕生了亞瑟·傑爾敏。
雖然洛夫克拉夫特聲稱他打算描述最可怕的家族陰影，E·F·布雷勒認為「實際上，這個故事是他極端偏見和社會勢利的隱喻；在他的其他作品中也出現了贖罪祖先邪惡和發現'種族污染'後自殺的主題。」

### 出版歷史及可能的影響
這個故事首次發表於1921年的《The Wolverine》雜誌3月和6月期刊。讓洛夫克拉夫特感到不快的是，該故事在1924年《詭麗幻譚》中刊登時被更名為《白猿》；他評論說：「如果我曾經把一個故事命名為《白猿》，那故事中肯定沒有猿 。」隨後的再版中標題為《亞瑟·傑爾敏》，直到1986年在《達貢及其他怪異故事》中出版的修正版中才恢復原標題。
評論家威廉·富威勒認為，《亞瑟·傑爾敏》的情節可能受到埃德加·賴斯·巴勒斯的小說《泰山歸來（1913年）和《人猿泰山與奧帕的珠寶》（1916年）的啟發，這些小說描述了由人與猿交配產生的混血種族居住在失落城市歐帕。 E·F·布雷勒也表示，「這無疑受到巴勒斯在泰山系列中歐帕的影響。」

## 資料來源
- 洛夫克拉夫特, 霍華德·菲利普斯·. S·T·喬希 , 编.  1st printing. Penguin Books. 1999: 363 [1920]. ISBN 0-14-118234-2. Explanatory Notes by S·T·喬希.

- Frye, Mitch, "The Refinement of "Crude Allegory" : Eugenic Themes and Genotypic Horror in the Weird Fiction of H.P. Lovecraft", Journal of the Fantastic in the Arts, vol. 17, issue 3, Fall 2006, pp. 237–254 (JSTOR 26390171).

- Simmons, David, "“A Certain Resemblance”: Abject Hybridity in H. P. Lovecraft's Short Fiction", in New critical essays on H. P. Lovecraft, New York: Palgrave Macmillan, 2013, ISBN 978-1-13-733224-0, pp. 31–54.

## 外部連結
- 维基文库中的相關文獻：關於已故者亞瑟·傑爾敏及其家系的事實
- A collection of public domain H. P. Lovecraft short fiction - Standard Ebooks
- LibriVox中的公有领域有声书《Facts Concerning Late Arthur Jermyn and His Family》
- Winesburg, Ohio （页面存档备份，存于）, Sherwood Anderson; complete text at Bartleby.com
- The Return of Tarzan （页面存档备份，存于）, Edgar Rice Burroughs; complete text at Project Gutenberg
- Tarzan and the Jewels of Opar （页面存档备份，存于）, Edgar Rice Burroughs; complete text at Project Gutenberg
- 列在網路推理小說資料庫中的《關於已故者亞瑟·傑爾敏及其家系的事實》